# قائمة زملاء الجمعية الملكية المنتخبين في 1925
هذه الصفحة تعرض قائمة زملاء الجمعية الملكية المُنتخبين لعام 1925.None

## الزملاء
- ليونارد سبنسر [الإنجليزية]‏
- فريدريك وود جونز [الإنجليزية]‏
- Francis Arthur Freeth [الإنجليزية]‏
- Walcot Gibson [الإنجليزية]‏
- Joseph Proudman [الإنجليزية]‏
- رالف فاولر
- جيمس الكسندر موراي